# Pseudotyrannochthonius undecimclavatus
Pseudotyrannochthonius undecimclavatus es una especie de arácnido del orden Pseudoscorpionida de la familia Chthoniidae. Presenta las subespecies:
- Pseudotyrannochthonius undecimclavatus kishidai
- Pseudotyrannochthonius undecimclavatus undecimclavatus

## Distribución geográfica
Se encuentra en Japón.